# Љубица Карађорђевић
Љубица Карађорђевић (девојачко: Љубисављевић; Београд, 21. септембар 1989) јесте српска кнегиња. По образовању је мастер фармацеут. Супруга је кнеза Михаила Карађорђевића са којим има кћерке Наталију и Исидору. Оснивач је Фондације „Корени”.

## Биографија

### Образовање и каријера
Рођена је 21. септембра 1989. године у Београду. Завршила је Дванаесту београдску гимназију 2008. године као носилац Вукове дипломе. Потом је на Фармацеутском факултету Универзитета у Београду завршила основне и мастер студије.
Ради као консултант фармацеутских и козметичких кућа у Европи, а бави се још маркетингом и писањем текстова о здрављу.

### Брак и породица
За Михаила Карађорђевића, најмлађег сина краљевића Томислава и унука краља Александра I, удала се 23. октобра 2016. године. Венчао их је епископ источноамерички Иринеј у цркви Светог Ђорђа на Опленцу, уз саслуживање епископа врањског Пахомије и протојереј–ставрофора Петра Лукића, старешине Саборне цркве у Београду. Са породицом живи у Тополи.
Венчању су присуствовали престолонаследник Александар Карађорђевић и његова супруга Катарина, кнегиња Линда Карађорђевић (мајка кнеза Михаила), принц Ђорђе Карађорђевић (брат кнеза Михаила), кнегиња Јелисавета Карађорђевић, Маја Гојковић (тадашња председница Народне скупштине Републике Србије), министар просвете, науке и технолошког развоја Младен Шарчевић, амбасадори Азербејџана, Аргентине, Велике Британије, Бразила, Индије, Конга, Мексика, Мјанмара, Канаде, Краљевине Норвешке, Пакистана, Турске и многи други.
Дана 26. децембра 2018. године, родила је прву кћерку принцезу Наталију, а 17. маја 2022. године, родила и другу кћерку принцезу Исидору.

### Фондација „Корени”
Са супругом кнезом Михаилом оснивач је Фондације „Корени” посвећене развоју деце и младих. Фондација организује Дечји фестивала Опленац, Рели краљевића Томислава, Дечје Сретење у Тополи, као и друге манифестације и догађаје. Бави се хуманитарним радом за који је 2021. године добила Плакету мира "Светислав Милић - Младима од срца".

## Приватан живот
Кнегиња Љубица Карађорђевић је велики љубитељ коњичког спорта.

## Титуле и признања

### Титуле
- 23. октобар 2016: Њено Краљевско Височанство кнегиња Љубица Карађорђевић од Србије и Југославије [а]

### Одликовања
- Дама Великог Крста Ордена Куће Грујић

### Награде
- Плакета мира "Светислав Милић - Младима од срца" (2021).[3]